# TNA Women's Knockout Championship
El TNA Women's Knockout Championship és un campionat que pertany a la promoció de lluita lliure professional Total Nonstop Action Wrestling, el qual és defensat per la seva divisió femenina, encara que en una ocasió va ser defensat per un lluitador masculi. La primera campiona fou Gail Kim i la seva coronació es va realitzar en el Bound for Glory 2007, el 14 d'octubre de 2007.

## Història
Durant el primer semestre de l'any 2007, la TNA va contractar a molts lluitadors nous, incloent lluitadores femenines, per la qual cosa l'empresa va crear el TNA Women's World Championship, que, durant l'any següent va canviar de nom a TNA Women's Knockout Championship